# Нзимиро, Мэри
Мэри Нзимиро, урождённая Мэри Нвамету Онумону, MBE (1898—1993), была нигерийской бизнес-леди, политиком и феминисткой. В 1948 году она была назначена главной представительницей United Africa Company (UAC) в Восточной Нигерии, а также имела собственные магазины по продаже текстиля и косметики в Порт-Харкорте, Абе и Оверри. К началу 1950-х она была одним из самых богатых людей в Западной Африке, став резиденткой эксклюзивной улицы Бернарда Карра в Порт-Харкорте. На политическом фронте она была членом влиятельного Национального совета Нигерии и Камеруна, став членом его исполнительного комитета в 1957 году и вице-президентом Восточной женской ассоциации NCNC в 1962 году. Во время гражданской войны в Нигерии (1967—1970) она организовала женщин игбо в поддержку биафранцев. В результате она потеряла большую часть своего имущества в Порт-Харкорте и вернулась в родную Огуту, где и умерла в 1993 году.

## Ранний период жизни
Мэри Нвамету Онумону родилась 16 октября 1898 года в Огуте, штат Имо, в семье вождя игбо Онумону Узоару и его жены Рут, успешной торговки пальмовыми продуктами. Первая из шести детей, она посещала школу Святого Сердца в Огуте, а затем школу монастыря в Асабе, которую окончила в 1920 году. Вскоре после этого она вышла замуж за Ричарда Нзимиро, который работал клерком в UAC.

## Карьера
Когда работа её мужа привела их в Иллах, мать обучила её предпринимательским навыкам и она стала торговать солью и пальмовым маслом на рынках Нкво и Эке. Переехав в Онитшу и Опобо, они окончательно обосновались в Порт-Харкорте в середине 1940-х годов. Её муж бросил офисную работу, чтобы помогать жене в бизнесе. В коммерчески развитом городе она могла торговать тканями, порохом и косметикой. Благодаря своему деловому чутью и репутации надёжного человека она стала агентом UAC, а в 1948 году стала главной представительницей компании в Восточном регионе Нигерии. В этом качестве она продавала оптовые партии товаров оптовым и розничным торговцам в Нигерии, Гане и Сьерра-Леоне. Она также открыла собственные магазины текстиля и косметики в Порт-Харкорте и соседних городах.
Директора UAC организовали для неё несколько деловых поездок в Лондон, Манчестер и Глазго. Кроме того, она открыла две заправочные станции, одну с Agip в Порт-Харкорте, другую с Total в Лагосе. Мэри Нзимиро стала одним из самых богатых людей в Западной Африке, у неё было несколько объектов недвижимости в Порт-Харкорте, включая собственную резиденцию на эксклюзивной городской улице Бернарда Карра. Она смогла предложить студенческие стипендии и помогла многим своим ученицам самим заняться бизнесом. Вместе с мужем в 1945 году она открыла школу в Огуте, позже переименованную в Мемориальную гимназию Присциллы в память о дочери, Присцилле Нзимиро, которая умерла вскоре после окончания медицинского факультета Университета Глазго. Её муж умер в 1959 году, а в 1966 году она основала Мемориальную среднюю школу для девочек Нзимиро.
На политическом фронте она была членом влиятельного Национального совета Нигерии и Камеруна, став членом его исполнительного комитета в 1957 году и вице-президентом Восточной женской ассоциации NCNC в 1962 году. Во время гражданской войны в Нигерии (1967—1970) она организовала женщин игбо в поддержку биафранцев. В результате она потеряла большую часть своего имущества в Порт-Харкорте и вернулась в родную Огуту, где и умерла 16 января 1993 года в возрасте 95 лет.